# Точка (епізод Південного Парку)
Точка (англ. Clubhouses) - 12 епізод 2 сезону (№ 25) серіалу «Південний парк», прем'єра якого відбулася 23 вересня 1998 року.

## Сюжет
Стен і  Кайл збираються побудувати на дереві поряд з будинком Стена  будиночок на дереві (точку), щоб грати з дівчатками в «вірю не вірю» (англ. Truth or Dare?). Стен говорить Кайлу, що вони будуть грати з дівчатками, щоб змусити їх "їсти жуків або ще якусь гидоту", проте його справжня мета - поцілуватися з  Венді. Крім того, Венді просить Стена, щоб Кайл пограв разом з ними і з  Бібі, оскільки та в захваті від  дупи Кайла.
 Картман і  Кенні, дізнавшись, що їх не покликали брати участь в будівництві будиночка, ображаються і вирішують побудувати свій власний поруч з будинком Еріка. Незабаром, спорудивши свій будиночок, вони запрошують туди двох 16-річних дівчат, які втекли з дому. Вони думають, що їм вдасться пограти з ними в «вірю не вірю», однак ті приводять туди своїх друзів і влаштовують вечірку.
Тим часом, в родині Стена починаються великі проблеми.  Ренді серйозно свариться з  Шерон, і вони вирішують розлучитися; Ренді починає ходити по вечірках і відпочивати, а Шерон призводить додому нового співмешканця, Роя. Рой зовсім не подобається Стену, і він підглядає в своєму улюбленому серіалі «Жирний Еббот» спосіб з ним розправитися.
Кайлу доводиться поцілувати Бібі під час гри, і він, відчувши огиду, йде. Тоді Бібі вирішує, що тепер їй більше Кайла подобається  Клайд, і вони разом зі Стеном і Венді грають в новому будиночку. Перед тим в цьому будиночку відбувається зустріч Ренді і Шерон; вони в процесі розмови теж вирішують пограти в «вірю не вірю» і в підсумку кохаються, в той час як Рой висить на дереві, потрапивши в пастку Стена.
В кінці Стен все ж грає з дівчатками в «вірю не вірю», але замість того, щоб поцілувати Венді, вони змушують його робити реально бридкі речі.

## Смерть Кенні
Під час вечірки в «точці» натовп під час слему затоптує Кенні на смерть, його тіло тут же починають гризти щури. Картман в жаху вимовляє: «О боже, вони вбили Кенні!», А що проходить в цей самий момент повз по вулиці Кайл додає: «Покидьки!»

## Культурні відсилання
Мультфільм «Жирний Еббот» є пародією на мультсеріал Fat Albert and the Cosby Kids.

## Факти
- Одна з дівчат носить футболку з написом DVDA; це назва групи  Метта Стоуна і  Трея Паркера.
- У  Ренді, після розлучення з  Шерон і зміни іміджу сережка в правому вусі.